# Saison 6 de Monk
Chronologie
Saison 5 Saison 7
Cette page présente les épisodes de la sixième saison de la série télévisée Monk.

## Distribution

### Acteurs principaux
- Tony Shalhoub (VF : Michel Papineschi) : Adrian Monk
- Traylor Howard (VF : Valérie Nosrée) : Natalie Teeger
- Ted Levine (VF : Érik Colin) : capitaine  Leland Stottlemeyer
- Jason Gray-Stanford (VF : Alexis Victor) : lieutenant  Randy Disher

### Acteurs récurrents
- Stanley Kamel (VF : Julien Thomast) : Dr Charles Kroger
- Emmy Clarke (VF : Kelly Marot) : Julie Teeger
- Sharon Lawrence (VF : Pascale Vital) : Linda Fusco

## Épisodes

### Épisode 1:Monk et sa plus grande fan
- États-Unis : 13 juillet 2007
- Suisse : 9 décembre 2008 sur TSR1
- France : 4 janvier 2009 sur TF1

- Sarah Silverman (Marci Maven)
- Sharon Lawrence (Linda Fusco)
- John Mese (John Ringel)
- Ronnie Steadman (Policier)
- Zack Graham (Policier)
- Anne De Salvo (commissaire-priseur)
- Lisa Pedace (première femme soumissionnaire)
- Kelli Jackson (seconde femme soumissionnaire)
- Jennifer Ann Massey (Cameron Meyer)
- Tanner Blaze (Sam Meyer)
- Michael Coleman (inspecteur)
- Joey Baldwin (jeune employé)
- Martin Taylor (Brian)
- Anthony Santa Croce (Heckler)

### Épisode 2:Monk n'ose pas dire non
- États-Unis : 20 juillet 2007
- Suisse : 10 décembre 2008 sur TSR1
- France : 11 janvier 2009 sur TF1

- Snoop Dogg (Meurtrier)
- David Banner (serpent assassin)
- Troy Winbush (tueur silencieux)
- RonReaco Lee (Denny Hodges)
- Shane Edelman (Woody Mitchum)
- James C. Victor (conducteur de limousine)
- Marcello Thedford (Extra Large)
- Nicole Greenwood (journaliste)
- Aaron Todd Kessee (First Crew Guy)
- Khanya Mkhize (First Crew Girl)
- Ivan Shaw (producteur)
- Stephen Keys (1er garde du corps)
- Tony Forsyth (démineur)
- Damani Washington (jeune rappeur)
- Kurupt (lui-même)

### Épisode 3:Monk chez les nudistes
- États-Unis : 27 juillet 2007
- Suisse : 11 décembre 2008 sur TSR1
- France : 18 janvier 2009 sur TF1

- Alfred Molina (Peter Magneri)
- Diedrich Bader (Chance Singer)
- Angela Kinsey (Arlene Boras)
- Lea Moreno Young (Vickie Deline)
- Mike Rad (homme nudiste #1)
- Kimberly Irion (femme nudiste #1)
- George Alvarez (homme nudiste #2)
- Andi Matheny (femme nudiste #2)
- Jay Scorpio Powell (vagabond)
- Darlene Kegan (journaliste de télévision)
- William Woff (membre du conseil de zonage)
- Ali Damji (policier)
- Tate Hanyok (assistante)
- Jonathan Sayres (assistant)
- Aaron McPherson (ambulancier)
- Timothy McLaughlin (avocat de Magneri)
- Hawk Younkins (inspecteur Adams)

### Épisode 4:Monk briseur de ménage?
- États-Unis : 3 août 2007
- Suisse : 12 décembre 2008 sur TSR1
- France : 25 janvier 2009 sur TF1

- Mark Sivertsen (Sean Corcoran)
- Sharon Lawrence (Linda Fusco)
- Christopher Cousins (Lieutenant Hendrix)
- Rob Kirkland (Policier)
- Doug Purdy (Richard Young)
- Laura Margolis (Carol Young)
- Erica Yoder (Helen Hubbert)
- Chris Krauser (Policier)
- Hawk Younkins (inspecteur Adams)

### Épisode 5:Monk joue les papas
- États-Unis : 10 août 2007
- Suisse : 15 décembre 2008 sur TSR1
- France : 1er février 2009 sur TF1

- Vincent Ventresca (Rob Sherman)
- Matt Lanter (Clay Bridges)
- Andrew James Allen (Tim Sussman)
- Stephanie Reibel (Allison Clark)
- Drew Starlin (Dewey Jordan)
- Gail O'Grady (Lovely Rita)
- Ashley Rose (Lisa)
- Gregory Wagrowski (M. Morrissy)
- Larisa Miller (Pam Sherman)
- Matthew Robert Gottlieb (commis au photomaton)
- Matthew Lenhart (directeur du funérarium)
- Rachael Marie (Ashley)
- Chris Krauser (policier)
- Hawk Younkins (inspecteur Adams)

Dans cet épisode, c'est Natalie qui déclame le « voilà ce qui s'est passé », qu'elle fait précéder d'un bien senti « ça faisait des années que j'attendais ce moment ! ».

### Épisode 6:Monk part à la chasse au trésor
- États-Unis : 17 août 2007
- Suisse : 16 décembre 2008 sur TSR1
- France : 8 février 2009 sur TF1

- Cody McMains (Troy Kroger)
- Taylor Nichols (Steve Connelly)
- Sean Marquette (Ridley)
- Jareb Dauplaise (Pez)
- Keith Ewell (technicien de la police scientifique)
- Peggy Mannix (Karen)
- Ryan Alvarez (Clerk)
- Kirk Diedrich (Tony Gammalobo)
- Hawk Younkins (inspecteur Adams)

### Épisode 7:Monk et « Frisco Fly »
- États-Unis : 24 août 2007
- Suisse : 17 décembre 2008 sur TSR1
- France : 15 février 2009 sur TF1

- États-Unis : 3,4 millions de téléspectateurs[1](première diffusion)

- Tim Bagley (Harold Krenshaw)
- Cyd Strittmatter (Clarissa)
- K'Sun Ray (Jimmy Krenshaw)
- David Koechner (cousin Joey)
- Colleen Crabtree (infirmière)
- Connor Gibbs (petit garçon)
- Cynthia Hartzell (professeur jardin d'enfants)
- Devon Kelly (fan)
- Henry Dittman (fan)
- Hunter Clary (jeune garçon)
- Jeremy Forte (père)
- Lucy Meyer (petite fille)
- Marisa Tayui (journaliste japonais)
- Ralph Meyering Jr. (Dr Levine)
- Shane Elliott (Fan)
- Shannon Sweetmon (journaliste)
- Tressa DiFiglia (infirmière)

### Épisode 8:Monk a commis une erreur?
- États-Unis : 7 septembre 2007
- Suisse : 18 décembre 2008 sur TSR1
- France : 22 février 2009 sur TF1

- États-Unis : 4,7 millions de téléspectateurs[2](première diffusion)

- Tim De Zarn (Max Barton)
- Nancy Mette (Sherry)
- John Kapelos (Paulie)
- Julie Ariola (Mme McNally)
- Andrew Borba (commissaire aux libérations conditionnelles)
- Andy Kreiss (Justin the Groom)
- John Hemphill (Eric Gelbertson)
- Kate Anthony (Cindy Gelbertson)
- Angela Elayne Gibbs (avocat de Barton)
- Bradley James (Prison Guard)
- Christine Joaquin (Hair-Dye Customer)
- David A. Kimball (Ministre)
- DeLon Howell (2e commissaire)
- Gattlin Griffith (Matthew)
- Gavin Glennon (Foreman)
- Joseph Hunt (Michael)
- Mandy McMillian (Yvette)
- Nancy Jay (présentateur télé)
- Russell B. McKenzie (Property Clerk)
- Tom McCafferty (Policier)

### Épisode 9:Monk ne ferme plus l'œil
- États-Unis : 14 septembre 2007
- Suisse : 19 décembre 2008 sur TSR1
- France : 1er mars 2009 sur TF1

- J. P. Manoux (Jacob Posner)
- Lucinda Jenney (Zena Davis)
- Terri Hoyos (Maria Cordova)
- Tim Kang (M. Brenneman)
- Andy Mackenzie (dealer de drogue)
- Mary Chris Wall (vendeuse de téléachat)
- Dan McNeill (barman)
- Ed Fusco (chauffeur de Taxi)
- Jane Galloway Heitz (Essie)
- Kent Karson (Frat Kid)
- Marcus Folmar (livreur de journaux)
- Mark Bloom (technicien de la police scientifique #1)
- Scott Michael Morgan (agent de sécurité)
- Stuart Abramson (Cabbie)
- Chris Krauser (technicien de la police scientifique #2)
- Donal Logue (Gully)

### Épisode 10:Monk a tué le Père Noël!
- États-Unis : 7 décembre 2007
- Suisse : 22 décembre 2008 sur TSR1
- France : 8 mars 2009 sur TF1
- Musique :

- États-Unis : 4,55 millions de téléspectateurs[3](première diffusion)

- Randle Mell    (Michael Kenworthy)
- Gina Philips (Brandy Barber)
- Dorothy Constantine (Alice Dubois)
- Aaron Behr (Jerry, Cameraman)
- Larry Miller (Garrett Price)
- Brittany Shaw (Salesgirl)
- David Grieco (Thorn)
- Isabella Acres (Enfant)
- Jeff Bowser (Carl)
- Jeff Clarke (preneur de son)
- Kayley Stallings (Petite fille)
- Michael Zurich (Producteur)
- Nicole Cummins (1er mère en colère)
- Rusty Burns (2e mère furieuse)
- Sarah Colonna (3e mère furieuse)
- Sean Blodgett (technicien de la police scientifique)
- Skyler James Sandak (garçon en larme)
- Stephen W. Williams (homme dans la foule)
- Thomas James O'Leary (employer du magasin)
- Tina Kapousis (femme dans la foule)
- Todd Kimsey (Hack)
- Hans Raith (Bobby)

### Épisode 11:Monk a un gourou
- États-Unis : 11 janvier 2008
- Suisse : 23 décembre 2008 sur TSR1
- France : 15 mars 2009 sur TF1

- États-Unis : 5,65 millions de téléspectateurs[4](première diffusion)

- Howie Mandel (Ralph Roberts)
- Adam Kaufman (Frère Ted)
- Sunny Mabrey (Sœur Sally)
- John Ross Bowie (Tom Donovan)
- Kerry O'Malley (Susan Donovan)
- John Bobek (frère Zack)
- Christina Knizner (fille)
- Ashley Noel (Amanda Clark)
- Charissa Wheeler (membre d'une secte)

### Épisode 12:Monk joue les vigiles
- États-Unis : 18 janvier 2008
- Suisse : 24 décembre 2008 sur TSR1
- France : 22 mars 2009 sur TF1

- États-Unis : 5,46 millions de téléspectateurs[5](première diffusion)

- Eve Gordon (Madge)
- Tim Halligan (M. Peter Crawley)
- Dan Castellaneta (Tiny Werner)
- Cathy Cahlin Ryan (Gloria)
- Bill Chott (M. Harrison)
- Judith Drake (Mme Van Decamp)
- Abby Pivaronas (Tiffany)
- Steve Bean (M. Tyre)
- Susane Lee (Jasmine)

### Épisode 13:Monk et le tueur de Julie
- États-Unis : 25 janvier 2008
- Suisse : 25 décembre 2008 sur TSR1
- France : 29 mars 2009 sur TF1

- États-Unis : 5,32 millions de téléspectateurs[6](première diffusion)

- John Hawkes (acteur) (Matthew Teeger)
- John Rosenfeld (George Teeger)
- Lyman Ward (M. Carlson)
- Delle Bolton (Mme Townsend)
- Jonathan Terry (Jonah Brown)
- Jonny Lee (inspecteur Roberts)
- Michael Chandler (inspecteur)
- Verda Bridges (Sergent Harris)
- Heather La Bella (Maria Hamilton)

### Épisode 14:Monk fait du grand art!
- États-Unis : 1er février 2008
- Suisse : 26 décembre 2008 sur TSR1
- France : 5 avril 2009 sur TF1

- États-Unis : 5,45 millions de téléspectateurs[7](première diffusion)

- Peter Stormare (Petya Lovak)
- Victoria Tennant (Mlle Benson)
- Tom Bower (Bennie Wentworth)
- Izzy Diaz (Hector Morales)
- Annabelle Milne (Angie)
- Brenda Canela (Maria)
- Caroline Hall (Wendy Larson)

### Épisode 15:Monk en cavale
- États-Unis : 15 février 2008
- Suisse : 29 décembre 2008 sur TSR1
- France : 12 avril 2009 sur TF1

- États-Unis : 5,60 millions de téléspectateurs[8](première diffusion)

- Scott Glenn (shérif Rollins)
- C.S. Lee (député Bell)
- Courtney Gains (homme aux six doigts)
- Jack Stehlin (procureur local)
- Benjamin J. Cain Jr. (inspecteur)
- Brian Prescott (Policier)
- Matt Tulve (Homme du camping)
- Karl T. Wright (avocat de Monk)
- Kendall Clement (superviseur d'entrepôt)
- Nick Nordella (Teenage Attendant)
- Steve Stapenhorst (juge)
- Chris Krauser (pompier)
- Frankie Ingrassia (secrétaire du Dr Kroegers)
- Tom Kiesche (homme en mouvement)
- Maria Zambrana (aire de repos)

### Épisode 16:Monk est... Leland Rodriguez
- Titre alternatif : Monk en cavale (2e partie)

- États-Unis : 22 février 2008
- Suisse : 30 décembre 2008 sur TSR1
- France : 19 avril 2009 sur TF1

- États-Unis : 6,88 millions de téléspectateurs[9](première diffusion)

- Ray Porter (Dale « la baleine » Biederbeck)
- Jose Pablo Cantillo (Carlos)
- Scott Glenn (shérif Rollins)
- Danny Mora (Larry)
- Courtney Gains (homme aux six doigts)
- Tom Kiesche (Mover)
- Michael Chandler (inspecteur)
- Devon Michaels (préposé à la morgue)
- Chris Krauser (Pompier)
- David Winston Barge (garde du corps)
- Rosemary Garris (inspecteur)
- Maria Zambrana (aire de repos)